# Sergej Loban
Sergej  Vitalevič Loban (Сергей Витальевич Лобан; Mosca, 3 settembre 1972) è un regista russo.

## Filmografia parziale

### Regista
- Pyl' (2005)
- Šapito-šou (2011)